# رينالدو ليما
رينالدو ليما هو لاعب كرة قدم برازيلي في مركز الدفاع، ولد في 18 سبتمبر 1981 في ميناس جرايس في البرازيل. لعب مع Alacranes de Durango ‏.